# Tradate
Tradate là một đô thị và thị xã của Ý. Đô thị này thuộc tỉnh Varese trong vùng Lombardia. Tradate có diện tích km2, dân số theo ước tính năm 2010 của Viện thống kê quốc gia Ý là 16.351 người. 
Các đơn vị dân cư:
Đô thị Tradate giáp với các đô thị: